# Pyropyxis
Pyropyxis är ett släkte av svampar. Pyropyxis ingår i familjen Pyronemataceae, ordningen skålsvampar, klassen Pezizomycetes, divisionen sporsäcksvampar och riket svampar.